# Oruanui-Ausbruch

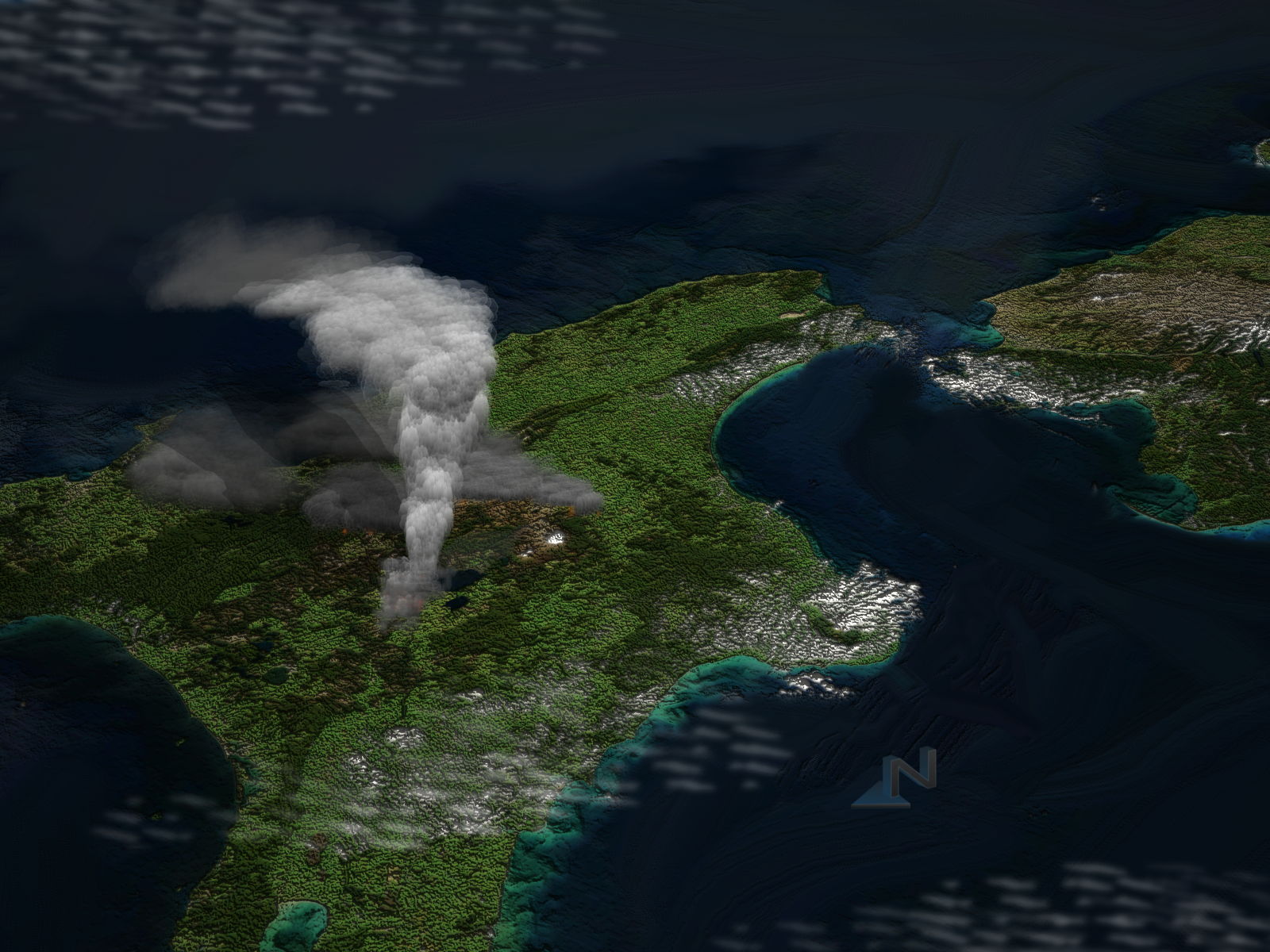
Aschewolke des Oruanui-Ausbruchs, wie man sie wahrscheinlich vor 26.500 Jahren vom Weltraum aus hätte sehen können.

Der Oruanui-Ausbruch des Taupō in der Taupō Volcanic Zone auf der Nordinsel Neuseelands war mit einem Vulkanexplosivitätsindex von acht die weltweit größte Eruption der letzten 70.000 Jahre und einer der weltweit größten Ausbrüche der letzten 250.000 Jahre. Damit wird der Taupo als Supervulkan eingestuft.
Der Ausbruch ereignete sich vor ungefähr 26.500 Jahren im späten Pleistozän und erzeugte rund 430 Kubikkilometer Aschefall-Ablagerungen, 320 Kubikkilometer pyroklastische Fließablagerungen (überwiegend Ignimbrite) und 420 Kubikkilometer primäre (unmittelbar auf die Förderprodukte dieses Ausbruchs zurückgehende) Intracaldera-Ablagerungen, also ein Gesamtvolumen von 1170 Kubikkilometer Tephra, was 530 Kubikkilometern blasenfreiem Magma entspricht. (Etwa die 11-fache Menge des Bodensee-Volumens) Ein Großteil des heutigen Lake Taupō entstand in unmittelbarem Zusammenhang mit der Oruanui-Eruption. Die Magmaförderung erfolgte abwechselnd über mehrere Schlote, die sich heute im Untergrund des Lake Taupō befinden.
Der Oruanui-Ausbruch zeigt zwei ungewöhnliche Eigenschaften: einen episodischen Verlauf sowie ein breites Spektrum an Ablagerungen, was sowohl die Aschefälle als auch die pyroklastischen Fließablagerungen betrifft.

## Ablagerungen

### Stratigraphie
Die Ablagerungen des Ausbruchs sind in zehn kartierbare Einheiten („Phasen“) unterteilt worden, von denen die zehnte und jüngste zwar die in der Fläche am schlechtesten erhaltene, aber, wie anhand von lokal gut erhaltenen Profilen festgestellt wurde, die mächtigste Phase ist. Die Aktivitätspausen zwischen den Phasen erstrecken sich maximal auf Wochen bis wenige Monate, meist jedoch auf nur Stunden.

### Aschefälle
Distale Ablagerungen des Ausbruchs, also solche in größerer Entfernung zum Ausbruchszentrum, bestehen ausschließlich aus Aschefällen. Sie finden sich fast auf der gesamten Nordinsel und im Nordosten der Südinsel Neuseelands. Auf der Nordinsel sind diese Ablagerungen mit Mächtigkeiten von insgesamt mehr als zwei Metern erhalten. Auf den Chatham-Inseln, die rund 1000 Kilometer südwestlich des Lake Taupō liegen, finden sich immer noch 18 Zentimeter mächtige Ablagerungen aus Aschestaub, die den jüngsten Phasen des Ausbruchs entstammen.

### Pyroklastische Fließablagerungen
Proximal, also mit zunehmender Nähe zum Ausbruchszentrum, sind den Aschefällen pyroklastische Fließablagerungen zwischengelagert bzw. bilden den überwiegenden Teil der Oruanui-Abfolge. Sie bestehen zumeist aus teils geschichteten, teils massigen Ignimbriten, bedecken ein Gebiet von insgesamt 300 Quadratkilometern, erreichen lokal Mächtigkeiten von mehr als 200 Metern und finden sich z. T. noch in Entfernungen von bis zu 80 Kilometern vom Ufer des Lake Taupō.

## Die Oruanui-Caldera
Die Oruanui-Caldera entstand während der jüngsten Phasen des Ausbruchs. Vom heutigen, über 600 Quadratkilometer großen Lake Taupo wurde früher angenommen, dass er mehr oder weniger identisch mit der Caldera sei. Geophysikalische Erkundungen ergaben jedoch ein etwas detaillierteres Bild des Seeuntergrundes. Bei der eigentlichen Caldera handelt es sich um ein nur 140 Quadratkilometer großes Areal im zentralen Bereich des Sees. Dieser Bereich ist von einer 228 Quadratkilometer großen Randzone, dem sogenannten „Einbruchssaum“ (engl.: collapse collar), umgeben. Der Südteil des Sees wird von einer 155 Quadratkilometer großen, asymmetrischen Grabenstruktur gebildet. Während die Absenkung dieser drei Bereiche des Sees in direktem Zusammenhang mit dem Oruanui-Ausbruch steht, ist der 47 Quadratkilometer große äußerste Nordosten des Sees jünger und entstand während eines Ausbruchs vor 1800 Jahren.

## Folgen
Die enormen Mengen vulkanischen Materials, die während des Ausbruchs gefördert und im Umland des Vulkans abgelagert wurden, hatten großen Einfluss auf die nachfolgende Landschaftsentwicklung in der Region. Das periglaziale Klima, das zum Zeitpunkt der Oruanui-Eruption in Neuseeland herrschte (entspricht der Weichsel-Kaltzeit des nördlichen Europas), wirkte sich nach Ende des Ausbruchs ungünstig auf die Entwicklung einer Vegetationsdecke in der Umgebung des Vulkans Taupō aus. Die Folge war intensive Erosion der pyroklastischen Ablagerungen, wodurch große Mengen dieses Materials durch Flüsse abgeführt und an deren Unterläufen wieder abgelagert wurden. Dies führte u. a. dazu, dass der Waikato River seinen ursprünglichen Verlauf durch die Hauraki Plains in den Hauraki Gulf, wo heute der Waitoa River fließt, nach Westen ins Hamilton-Becken verlagerte und heute in die Tasmansee mündet.